# Psychodynamisches Coaching
Psychodynamisches Coaching ist ein Coaching, also eine Beratung für Menschen in ihrem beruflichen Alltag. Inhalte sind Fragen zur  beruflichen Kommunikation und Zusammenarbeit mit Kollegen, Vorgesetzten und Untergebenen, Kunden und Lieferanten, genauso wie Fragen zur persönlichen beruflichen Entwicklung. Dabei wird das organisatorische und politische Umfeld berücksichtigt. Der Klient handelt eigenverantwortlich. Der Coach ist neutraler Begleiter und methodischer Unterstützer.
"Psychodynamisch" bedeutet hier, dass im Coaching psychologische Modelle und Methoden der psychoanalytischen Forschung und Praxis (Psychoanalyse) eingesetzt werden. Dabei werden bewusste und unbewusste Motive und Verhaltensweisen betrachtet. Die Beziehung zwischen Coach und Klient dient als Modell und hilft beim Verstehen und Verändern.

## Psychodynamisch
Psychodynamisches Coaching zielt auf eine bessere Einsicht in Geschichte und Entstehungsbedingungen aktueller Situationen und Verhaltensweisen im beruflichen Alltag. Dieser Coachingansatz ist damit nicht nur lösungsorientiert. Er geht von der Annahme aus, dass bereits das Verstehen solcher Prozesse dem Coachee ein erweitertes Handlungsrepertoire eröffnet. Grundlage ist das Konzept des Dual Listening: der Fokus der Aufmerksamkeit richtet sich sowohl auf die Person des Coachees als auch auf die Dynamik der Organisation, wie sie sich im Erleben des Coachees niederschlägt. Coaching ist in diesem Sinne gleichzeitig Beratung für den Einzelnen und ein Einwirken auf die Organisation und schließt eine systemische Perspektive mit ein. Psychodynamisches Coaching greift auf Ansätze und Methoden der psychoanalytischen Forschung und Praxis zurück, u. a. auf:
- Übertragung und Gegenübertragung[2]
- Szenisches Verstehen
- Individualpsychologische Modelle der Persönlichkeitsentwicklung sowie sozialpsychologische Konzepte des kollektiven oder horizontalen Unbewussten[3]
- Konzepte der Gruppendynamik[4]

„Das psychodynamische Verstehen des Funktionierens von Gruppen und Organisationen dreht sich im wesentlichen um das Auftreten und die Abwehr von Angst im Kontext (der systemischen Analyse) von Organisationsstruktur und -kultur.“ Dabei kann es sowohl um Angst am Arbeitsplatz (aufgrund spezifischer Herausforderungen), um neurotische oder personelle Angst oder auch primitive Angst gehen. „Insbesondere Führungskräfte sind gefordert, ein erhöhtes Maß an Angst auszuhalten. […] Aufgrund ihrer Exposition sind sie in besonderem Maß Anfeindungen, Verführungen, Projektionen und archaischen Gefühlsregungen ausgesetzt.“ Viele Organisationsentwicklungsprozesse und Change Management-Projekte scheitern an Ängsten bzw. an einer Vermeidung der Auseinandersetzung mit solchen unbewussten Dynamiken.
Psychodynamisches Coaching fokussiert arbeitsweltliche Fragestellungen und hat ein erweitertes Handlungsrepertoire für den Coachee in seiner bzw. ihrer jeweiligen beruflichen Rolle zum Ziel. Es erhebt keinen therapeutischen Anspruch und richtet sich nicht an Menschen mit vorrangig gesundheitlichen Problemstellungen. Dennoch kann es wie in jedem anderen Coaching-Prozess zu Überschneidungen mit therapeutischen Fragestellungen kommen, was ggf. zu einem Verweis des Coachees auf therapeutische Angebote führt.